# Hüttblek
Hüttblek település Németországban, Schleswig-Holstein tartományban. Lakosainak száma 416 fő (2023. december 31.).

## Népesség
A település népességének változása:
| Lakosok száma | 183  | 382  | 371  | 374  | 395  | 416  |
|               | 1975 | 2017 | 2019 | 2021 | 2022 | 2023 |